# 沖縄県道240号南風原与那原線
沖縄県道240号南風原与那原線（おきなわけんどう240ごう はえばるよなばるせん）は沖縄県島尻郡南風原町新川と与那原町与那原とを結ぶ一般県道。

## 概要

### 区間
- 起点：島尻郡南風原町字新川（沖縄県道82号那覇糸満線・沖縄県道241号宜野湾南風原線）
- 終点：島尻郡与那原町字与那原（国道329号）
- 総延長：3.61km（実延長も同じ）

### 通過自治体
- 島尻郡南風原町 - 島尻郡与那原町

### 交差・通過する路線
- 沖縄県道82号那覇糸満線（環状2号・起点）
- 沖縄県道241号宜野湾南風原線（起点）
- 那覇空港自動車道（国道506号）南風原道路（南風原町宮城・通過のみ）
- 沖縄県道236号玉城那覇自転車道線（沖縄のみち自転車道・南風原町宮城）
- 国道329号（終点）
  - 南風原バイパス（南風原町新川、与那覇）
  - 与那原バイパス（南風原町与那覇）
- 沖縄県道77号糸満与那原線（終点・国道329号と重複）

### 主要施設
- 沖縄県立南部医療センター・こども医療センター（南風原町新川）
- 沖縄県立精和病院（同）
- 東部消防組合消防本部（南風原町与那覇）

### 路線バス
2003年（平成15年）まで東陽バスの城間（大名）線が運行していたが、現在路線バスは乗り入れていない。

## 歴史・特徴
- 1953年（昭和28年）に那覇市泊 - 与那原町浜田（現与那原）が琉球政府道40号線として指定。1972年（昭和47年）の本土復帰で県道40号線となった（泊交差点 - 鳥堀交差点が西部区間、南風原新川 - 与那原が東部区間）。
- 1993年（平成5年）に那覇市泊交差点 - 首里・鳥堀交差点の西部区間が沖縄県道29号那覇北中城線として主要地方道に昇格。残りの東部区間が現路線となった。
- 起点の部分は県道82号と県道241号が交わる変則四叉路から入る道路と沖縄県立公文書館前の十字路から入る道路の2つに分かれる。前者はもともと町道でバイパス的役割で後に県道昇格したが、後者はもともとから県道だった。
- もともと与那原方面から首里へ近道であることに加え、2010年（平成22年）に沖縄県道222号真地久茂地線のバイパスが開通したことにより、与那原方面から国道329号や国道507号（旧国道329号）、国道330号を通らずに那覇市街方面へスムーズに行くことができる。